# Economía de Jamaica

Evolución histórica del producto interior bruto per cápita de Jamaica

La economía de Jamaica es principalmente agrícola y minera, aunque desde la década de los 90 del siglo XX tomó impulso especial el turismo. El crecimiento sostenido desde las reformas de 1982 ha permitido alcanzar un PIB de 7400 millones de dólares. La agricultura emplea a más de un 20% de la población, siendo el azúcar el principal producto. Esto supone una dependencia excesiva del precio del azúcar en los mercados internacionales. Además, se cultivan plátanos, café y tabaco que en buena medida se dirigen a la exportación, además de los productos para consumo interno como la patata y el maíz. La cabaña ganadera asciende a más de 800 mil cabezas entre ganado vacuno y caprino, siendo el cerdo residual con apenas 150 mil cabezas.
La alúmina y la bauxita constituyen la espina dorsal de la minería desde su descubrimiento en 1940, cuya producción íntegra se destina a la exportación. La industria ha alcanzado cierto nivel de importancia, sobre toda la manufacturera (textil y calzado) y las de refino petrolífero.
A partir del 2000 Jamaica empezó a experimentar crecimientos positivos de su economía tras un periodo de cuatro años de crisis. La inflación terminó por controlarse a niveles aceptables en 2001, si bien en 2003 y 2004 ha vuelto a repuntar hasta niveles preocupantes.

## Comercio exterior
En 2019, el país fue el 110o exportador más grande del mundo (US $ 5.9 mil millones). En las importaciones, en 2020, fue el 115.º mayor importador del mundo: 6.300 millones de dólares.

## Sector primario

### Agricultura
Jamaica produjo en 2019:
- 774 mil toneladas de caña de azúcar;
- 165 mil toneladas de ñame;
- 109 mil toneladas de plátano;
- 99 mil toneladas de coco;
- 72 mil toneladas de naranja;
- 56 mil toneladas de calabaza;
- 45 mil toneladas de pomelo;
- 43 mil toneladas de batata;
- 33 mil toneladas de piña;
- 28 mil toneladas de tomate;
- 26 mil toneladas de mandioca;
- 25 mil toneladas de limón;
- 25 mil toneladas de zanahoria;
- 18 mil toneladas de pimienta;
- 16 mil toneladas de sandía;
- 16 mil toneladas de espinacas;
- 15 mil toneladas de patata;
- 11 mil toneladas de papaya;
- 5,5 mil toneladas de café;

Además de otras producciones de otros productos agrícolas.

### Ganadería
En ganadería, Jamaica produjo, en 2019: 134 mil toneladas de carne de pollo; 196 millones de litros de leche de cabra, entre otros.

## Sector secundario

### Industria
El Banco Mundial enumera los principales países productores cada año, según el valor total de la producción. Según la lista de 2019, Jamaica tenía la 134a industria más valiosa del mundo ($ 1.2 mil millones).

### Energía
En energías no renovables, en 2020, el país no produjo petróleo. En 2012, el país consumió 74.000 barriles / día (el 87o mayor consumidor del mundo). En 2013 fue el 67o mayor importador del mundo (24.100 barriles / día). En 2015, el país no produjo gas natural. El país no produce carbón.
En energías renovables, en 2020, Jamaica no produjo ni energía eólica ni energía solar.

### Minería
En 2019, el país fue el séptimo productor mundial de bauxita.

## Sector terciario

### Turismo
El turismo es un sector importante en la economía del país. En 2018, Jamaica recibió 2,4 millones de turistas internacionales. Los ingresos por turismo en 2018 fueron de $ 3,000 millones. Jamaica es un importante centro turístico regional, cuyo peso económico creció en los años 90 con la ayuda de sustanciosas inversiones extranjeras.

## Indicadores económicos
- PIB - Producto Interior Bruto (2003): 7.400 millones de $ USA.
- Paridad de poder adquisitivo (2004): 11.130 millones de $ USA.
- PIB - Per cápita (2003): 2.850 $ USA.
- Paridad del poder adquisitivo Per cápita (2004): 4.100 $ USA.
- Inflación media anual: 9,9%.
- Deuda externa aprox. (2003): 15.300 millones de $ USA.
- Reservas: 1050 millones de $ USA.
- Importaciones (2003): 43.340 millones de $ USA.

- Principales países proveedores: Caricom, Estados Unidos y Unión Europea.
- Principales productos de importación: Materias Primas, alimentos y maquinaria.

- Exportaciones (2003): 1.375 millones de $ USA.

- Principales países clientes: Unión Europea, Estados Unidos y Canadá.
- Principales productos de exportación: Bauxita y azúcar.

Estructura del PIB en 2003:
Distribución por sectores económicos del PIB total:
Agricultura, Silvicultura y Pesca: 6%.
Industria y construcción: 33%.
Industrias manufactureras y minería: 25%.
Servicios: 61%.
- Población activa: 1,4 millones de habitantes.
- Tasa de paro (2003): 16%.
- Población por debajo del nivel de pobreza (2003): 19,9%.

- (N.D.): No disponible.